# One Hour by the Concrete Lake
A One Hour by the Concrete Lake a svéd progresszív metál zenekar, a Pain of Salvation második nagylemeze, amely 1998-ban jelent meg az Avalon Records gondozásában. Ez a lemez is koncept album, amely főleg a környezeti-, illetve klímaváltozásra fókuszál. A lemez legfőbb üzenete, hogy a felelőtlen emberiség milyen katasztrófákat okozhat a tudomány és a technika fejlődésének érdekében.

## Áttekintés
A One Hour by the Concrete Lake egy koncept album, amely sokkal komplexebb, mint elődje, az Entropia. Az album témáját a kiadás bookletje teljes mértékben alátámasztja tényekkel, forrásokkal, míg a történet (ellentétben az Entropiával) pedig kronologikusan halad az első számtól az utolsóig. Az albumon megjelenő események és helyek egy része valóságos, így például a történet egyik középpontjában álló Karacsáj-tó is, amelyet a szovjet atomkísérletek (radioaktív anyagok) tettek tönkre. Innen jön a lemez címe is (Egy óra a beton-tó körül), a Karacsáj-tó körül ugyanis akkora a sugárzás, hogy az egy óra alatt több, mint hatszázszorosát tenné ki az emberre ártalmas dózisnak.
Zeneileg sokkal sötétebb hangulatú, mint elődje; fanyarabb, indusztriálisabb gitártónusokkal.

## A történet röviden
A One Hour by the Concrete Lake (Egy óra a beton-tó körül) egy kitalált történet egy fegyvergyárban dolgozó férfiról, aki egy napon kételkedni kezd munkájának erkölcsösségében (Inside). Rájön, hogy ő is csak a nagy gépezet része (The Big Machine), amely irányítja az életét. Újévi fogadalomként (New Year's Eve) eldönti, hogy utánajár, hogy munkája milyen hatással van a világra, hogy ezáltal kitörhessen abból a nagy gépezetből, amely uralja életét.
A második fejezetben körbeutazza a világot, és szembesül azzal, hogy a fegyverek milyen hatással vannak az emberiségre; szemtanúja egy háborúnak, amely eszébe juttatja, hogy munkaadói azzal etették, hogy az ő munkájának köszönhetően tartható fenn a béke és ezáltal az emberek életének megmentésében ő is részt vesz. Rájön, hogy ez mind hazugság (Handful of Nothing), és hogy a fegyvereket csak az emberek kiirtására használják. Indiánokkal találkozik a Fekete-hegynél (Black Hills), akik otthonukat próbálják védelmezni a kolonizáló fehér emberekkel szemben, miközben a fehér ember az uránt is elveszi, s a hulladékot a környező tavakba, folyókba engedi. Találkozik egy férfival, aki mindennap azért ás négyméteres gödröket, hogy egy gallon (alig négy liter) ivóvízhez jusson - miközben a felelőtlen, ám "civilizált" ember tonnaszámra pazarolja azt (Water).
A harmadik fejezetben a férfi meglátogatja a Karacsáj-tavat, ahol a szovjet kormány ötven évvel ezelőtt atomkísérleteket végzett. Ezen kísérletek eredményeként annyi sugárzóanyag került a folyóba, hogy az egy óra alatt (utalás a lemez címére) halálos dózist jelentene egy egészséges ember számára (Shore Serenity). Azóta a tavat betonnal fedték be (ismételt utalás az album címére), hogy a sugárzást elviselhető mértékre szoríthassák vissza (bár maga a sugárzás nem szüntethető meg, mivel a hasadóanyag felezési idejéből kifolyólag a tó még tízezer évig sugározni fog). Azonban ez sem tartott örökké, a beton ugyanis elrepedt és így felnyitotta a radioaktivitástól túltengő tavat, amely ráadásul több kisebb folyóval van összeköttetésben, s azok pedig mind a tengerbe ömlenek.
A férfi célja itt véget is ér, ugyanis rájön, hogy a gépezetet elhagyni lehetetlen, mivel a gépezeten kívül nincs más, csak sok másik gépezet. Egyúttal arra is rájön, hogy minden gépezet fogaskerekekből épül fel (a CD lemezen is fogaskerekek láthatóak), és így az egyetlen dolog, amit tehet, hogy eldönti melyik gépezet része akar lenni, hogy melyikért tartozzon felelősséggel.
Az album célja, hogy a hallgató is felismerje ezeket a problémákat és legalább elgondolkozzon azokon.

## Kiadási kronológia
A One Hour by the Concrete Lake 1998-ban jelent meg az Avalon Records gondozásában, majd 1999 januárjában Európában az InsideOut Music, majd az év végén az Egyesült Államokban az InsideOut Music America kiadásában.

## Számlista
1. Spirit of the Land (D. Gildenlöw) 0:43
Part of the Machine:
2. Inside (D.Gildenlöw/D.Magdic/K.Gildenlöw/F.Hermansson) 6:12 (Ingyenes letöltés a zenekar honlapjáról)
3. The Big Machine (D.Gildenlöw/D.Magdic) 4:21
4. New Year’s Eve (D.Gildenlöw) 5:37
Spirit of Man:
5. Handful of Nothing (D.Gildenlöw) 5:39 (Ingyenes letöltés a zenekar hivatalos honlapjáról)
6. Water (D.Gildenlöw/D.Magdic) 5:05
7. Home (D.Gildenlöw) 5:44
Karachay:
8. Black Hills (D.Gildenlöw) 6:32
9. Pilgrim (D.Gildenlöw) 3:17  (videóklip)
10. Shore Serenity (D.Gildenlöw) 3:13
11. Inside Out (D.Gildenlöw/D.Magdic/F.Hermansson) 6:37
Megjegyzés: A fentiek szerint a játékidő hatvan perc, azonban a valóságban ettől kissé eltérnek a számok hosszúságai, így az utolsó szám nem hat, hanem tizenhárom perc hosszú. Így közelíti meg az album a címében is rejlő hosszúságot. A japán kiadás egy bónusz számot tartalmaz "Timeweaver's Tale" címmel. A Dél-amerikai kiadás egy bónusz számot tartalmaz "Beyond the Mirror" címmel.

## Közreműködők
Zenekar
- Daniel Gildenlöw - ének, gitár
- Fredrik Hermansson - billentyűs hangszerek, vokál
- Johan Hallgren - gitár, vokál
- Johan Langell - dob és ütős hangszerek, vokál
- Kristoffer Gildenlöw - basszusgitár, vokál

Egyéb
- Pain of Salvation - producer, masztering
- Ander "Theo" Theander - producer, hangmérnök
- Jonas Reingold - hangmérnök
- Mats Olsson - masztering
- Frasse Franzen - fotók
- Patrik Larsson/Peel Production - borítóterv
- Katarina Åhlén - cselló